# Cricotopus brevipalpis
Cricotopus brevipalpis är en tvåvingeart som beskrevs av Jean-Jacques Kieffer 1909. Cricotopus brevipalpis ingår i släktet Cricotopus och familjen fjädermyggor. Det är osäkert om arten förekommer i Sverige. Inga underarter finns listade i Catalogue of Life.